# 石堂清倫
石堂 清倫（いしどう きよとも、1904年4月5日 - 2001年9月1日）は、日本の評論家、社会思想研究家、社会運動家である。

## 来歴
1904年、石川県石川郡松任町（現白山市）生まれ。第四高等学校で先輩である中野重治を知り、東京帝国大学在学中、新人会で共に活動する。1927年東京帝国大学文学部英文科卒業後、関東電気労働組合に勤務、東京府荏原郡馬込村で西田信春、大間知篤三、岩田義道、栗原佑との5人で共同生活。同年10月、日本共産党入党、11月無産者新聞の編集に携わる。1928年、「三・一五事件」に連座し逮捕。その後釈放と逮捕を繰り返し、執行猶予となって、1933年11月保釈。獄中でロシア語や中国語を独学、ペンネームでウラジーミル・レーニンなどの著作を翻訳。
1933年、転向・釈放後、1934年3月日本評論社に入社、「ゾルゲ事件」で死刑となる尾崎秀実などと相知る。数々の書籍編集及び翻訳を手掛けたあと、1938年7月、満鉄調査部に入社、当時の関東州租借地の大連に赴く。旧友の宮川精一郎とともに甘粕正彦の関東州労務協会に関わる。1943年7月、満鉄調査部第二次検挙（第二次満鉄事件）で逮捕、投獄。1944年12月釈放、1945年5月、関東軍二等兵として動員される。同年8月ハルビン郊外の兵営で敗戦を迎え召集解除。10月、大連に戻り、労働組合運動に加わる。大連のソ連司令部と折衝するなど在留日本人引き揚げに尽力、この地で中華人民共和国の樹立に接する。
1949年10月帰国、日本共産党に再入党、『マルクス＝エンゲルス全集』『レーニン全集』『スターリン全集』などマルクス主義・レーニン主義の諸文献の翻訳に従事する。構造改革論を提唱、1961年8月離党届を提出し、11月日本共産党を除名される。
1977年6月、荒畑寒村、宮内勇らとともに運動史研究会を結成、全17巻におよぶ『運動史研究』（三一書房）を刊行。グラムシ研究会を創設しイタリア語を習得、『グラムシ獄中ノート』などアントニオ・グラムシの翻訳・紹介に努め、またイタリア共産党で構造改革論を唱えたパルミーロ・トリアッティなどを紹介する。他にもロイ・メドヴェージェフ『共産主義とは何か』など、数多くの翻訳を手掛けた。
なお、神奈川県藤沢市の藤沢市図書館市民図書館(湘南大庭)の特別コレクションに、彼の寄贈本で構成された「石堂清倫文庫」(図書、雑誌12,776点 非図書資料4,130点)がある。

## 主な著書
- 『現代革命と反独占闘争』合同出版社 1960年
- 『現代変革の理論』青木書店 1963年
- 『思想と人間 革命の虚像と実像』角川書店 1974年
- 『十五年戦争と満鉄調査部』原書房 1986年 座談共著
- 『わが異端の昭和史』勁草書房 1986年6月
- 『続 わが異端の昭和史』勁草書房 1990年10月／新版（上・下）、平凡社ライブラリー 2001年9月
- 『異端の視点 変革と人間と』勁草書房 1987年
- 『中野重治との日々』勁草書房 1989年、オンデマンド版2002年
- 『中野重治と社会主義』勁草書房 1991年
- 『大連の日本人引揚の記録』青木書店 1997年
- 『20世紀の意味』平凡社 2001年7月
- 『わが友 中野重治』平凡社 2002年4月

### 翻訳
- ジャン・マルク・ピオット『グラムシの政治思想』河出書房新社 1973年
- グリゴリー・ジノヴィエフ『レーニン主義研究』三一書房 1975年
- ルディ・ドゥチュケ『社会主義の条件』三一書房 1977年
- アントニオ・グラムシ『グラムシ獄中ノート』三一書房 1978年
- カール・マルクス『十八世紀の秘密外交史』三一書房 1979年
- ロイ・メドヴェージェフ『共産主義とは何か（上・下）』三一書房 1983年